# Anthony Kwami Adanuty
Anthony Kwami Adanuty (* 11. Mai 1940 in Kpandu, Ghana) ist ein ghanaischer Geistlicher und emeritierter römisch-katholischer Bischof von Keta-Akatsi.

## Leben und Wirken
Anthony Kwami Adanuty wurde als Sohn von John Komla Adanuty und Monica Abla Agbezuge in Kpandu geboren. Seine Ausbildung erhielt er in Kpandu und Anfoega, später am Knabenseminar St. Theresa in Amisano und am Priesterseminar St. Peter in Cape Coast.
Anthony Kwami Adanuty empfing am 31. Juli 1966 in Kpandu das Sakrament der Priesterweihe. Es folgten Jahre des Studiums am Päpstlichen Bibelinstitut in Rom und die Tätigkeit für die Römische Kurie in der Kongregation für die Evangelisierung der Völker, wo er bis zu seiner Ernennung zum Bischof unter anderem für Territorien in Ost- und Südafrika verantwortlich war.
Am 19. Dezember 1994 ernannte ihn Papst Johannes Paul II. zum Bischof von Keta-Akatsi. Der Kardinalpräfekt der Kongregation für die Evangelisierung der Völker, Jozef Tomko, spendete ihm am 28. Mai 1995 die Bischofsweihe; Mitkonsekratoren waren der Bischof von Ho, Francis Anani Kofi Lodonu, und der Erzbischof von Tamale, Gregory Ebolawola Kpiebaya.
Im Laufe der Jahre wählte ihn die Katholische Bischofskonferenz von Ghana zum Vorsitzenden verschiedener Gremien, wie z. B. für Gerichtsangelegenheiten, die soziale Kommunikation und die kirchlichen Zeitungen und Zeitschriften sowie für die sozioökonomische Entwicklung. Zuletzt war Anthony Kwami Adanuty der stellvertretende Vorsitzende der Katholischen Bischofskonferenz von Ghana.
Am 7. April 2016 nahm Papst Franziskus seinen altersbedingten Rücktritt an.